# Hörnlihütte
La Hörnlihütte est une cabane de montagne dans le canton du Valais en Suisse. Située sur la crête nord-est du Cervin à une altitude de 3 262 mètres, la première cabane Hörnli a été construite par la section Monte Rosa de Sion du Club alpin suisse en 1880. Disposant de 130 lits, la cabane sert de camp de base pour l'ascension du Cervin à 4 478 mètres d'altitude.

## Histoire

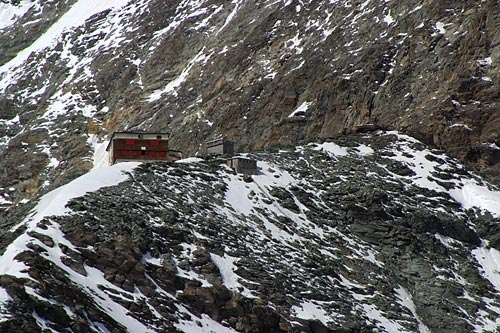
La cabane Hörnli en juin 2004.

Le Cervin, conquit en 1865, devenant de plus en plus attractif pour les alpinistes, la première infrastructure datant de 1868 ne suffit plus. En 1880, une première cabane Hörnli de 17 lits fut construite à 3 262 mètres d’altitude par la section Monte Rosa de Sion du Club alpin suisse.
En 1911, la bourgeoisie de Zermatt décida de construire l'hôtel Belvédère, qui deviendra le Berghaus Matterhorn, à proximité immédiate de la cabane Hörnli. Ces cabanes, gérées séparément jusqu'en 1987, furent à plusieurs reprises transformées jusqu'en 1982, année de leur dernière rénovation et agrandissement, portant la capacité totale à 170 places.
En 2012, la section Monte Rosa du CAS vend la cabane Hörnli, alors vieille de 130 ans, à la bourgeoisie de Zermatt. En 2014 elle est démolie pour laisser place à une nouvelle construction et le bâtiment du Berghaus Matterhorn est rénové et relié à la nouvelle construction. L'ensemble, d'une capacité de 130 personnes, forme alors la nouvelle cabane Hörnli inaugurée en 2015, 150 ans après la première ascension du Cervin.

## Caractéristiques
Durant la saison de gardiennage s'étendant de juillet à septembre, la capacité de la cabane Hörnli est de 130 personnes. Le reste de l'année, un local de 20 places est ouvert. Elle dispose de 24 chambres de 3 à 8 lits avec toilettes, salles de bain et douches à l'étage et 2 chambres doubles avec salle de bain, toilette et douche privée. Le coût des travaux de construction et de rénovation, 8,5 millions de francs suisses, ont eu pour conséquence l'augmentation du prix de la demi-pension, passant de 90 à 150 CHF, et l'introduction de chambres doubles à 450 CHF la nuit. Le bivouac et le camping sauvage à proximité de la cabane et autour du Cervin au-dessus de 2 880 mètres d’altitude est strictement interdit, sous peine d'amende,.

## Accès

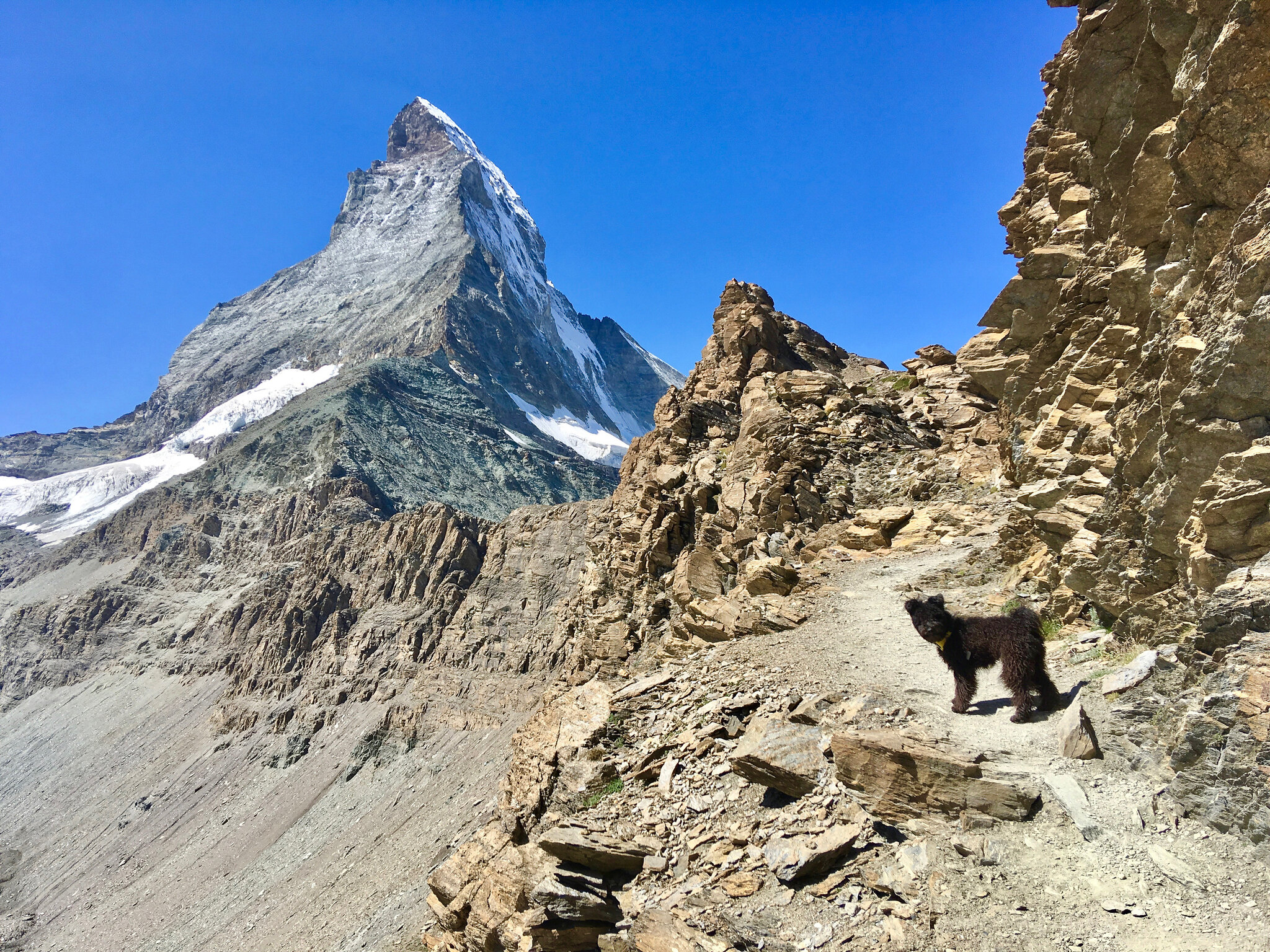
Vue du sentier menant à la Hörnlihütte. La cabane est visible au pied de la face est du Cervin.

L'accès à la cabane depuis Zermatt peut se faire par téléphérique jusqu'à la station du lac Noir (Schwarzsee), puis à pied pour une durée de deux heures environ. La montée à pied depuis Zermatt prend environ quatre heures et demie.